# レオニダス・ステルギウ
レオニダス・ステルギウ（Leonidas Stergiou、2002年3月3日 - ）は、スイス・ヴァットヴィル出身のサッカー選手。VfBシュトゥットガルト所属。ポジションはDF。

## クラブ経歴
ギリシャ人の父とセルビア人の母の下に生まれ、2015年にFCザンクト・ガレンの下部組織に入団した。2019年2月6日、FCチューリッヒとのリーグ戦にてトップチームデビューを果たした。
2023年8月22日、2023-24シーズンはブンデスリーガのVfBシュトゥットガルトへレンタル移籍することが発表された。

## 代表経歴
スイスの各世代別代表を経て、2022年6月12日、UEFAネーションズリーグのポルトガル代表戦にて、リカルド・ロドリゲスとの途中交代でスイス代表初キャップを刻んだ。
UEFA EURO 2024に選出